# 拉戈阿格里奧縣
0°5′5″N 76°52′58″W / 0.08472°N 76.88278°W
拉戈阿格里奧縣（西班牙語：Cantón Lago Agrio），是厄瓜多爾的縣份，位於該國東北部，由蘇昆比奧斯省負責管轄，首府設於新洛哈，始建於1979年6月20日，面積3,139平方公里，2001年人口66,788，人口密度每平方公里21.28人。